# NGC 1502

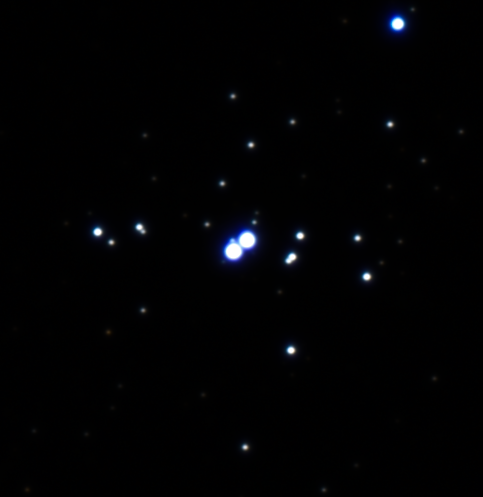
NGC 1502 (Im linearen Bild ist der Doppelstern ADS 2984 als zwei getrennte Sterne sichtbar)

NGC 1502 ist die Bezeichnung für einen Offenen Sternhaufen im Sternbild Giraffe. NGC 1502 hat eine Winkelausdehnung von 20,0' und eine scheinbare Helligkeit von 6,9 mag. Vier mit Helligkeiten von 7 bis 8 mag deutlich auffälligere O- und B-Sterne dominieren etwa 45 weitere Haufenmitglieder mit Helligkeiten von 9 bis 11 mag. NGC 1502 befindet sich am Ende des auffälligen Asterismus Kembles Kaskade.
Im Zentrum des Sternhaufens befindet sich der optische Doppelstern ADS 2984. Seine Komponenten sind rund 18 Bogensekunden voneinander entfernt. Beide sind jeweils unaufgelöste Paare heißer, massereicher Sterne und lassen sich nur spektroskopisch als solche erkennen. Gemeinsam ergeben sie das hellste Sternsystem in NGC 1502. Das Alter des Sternhaufens wird mit etwa zehn Millionen Jahren angegeben. NGC 1502 ist gut 3000 Lichtjahre von uns entfernt und nur etwa sechs Lichtjahre groß. 
NGC 1502 wurde am 3. November 1787 von dem deutsch-britischen Astronomen Friedrich Wilhelm Herschel entdeckt.